# Casal de Cambra
Casal de Cambra ist eine Gemeinde (Freguesia) im portugiesischen Kreis Sintra. In ihr leben 13.347 Einwohner (Stand 19. April 2021).